# Thilda Fønss

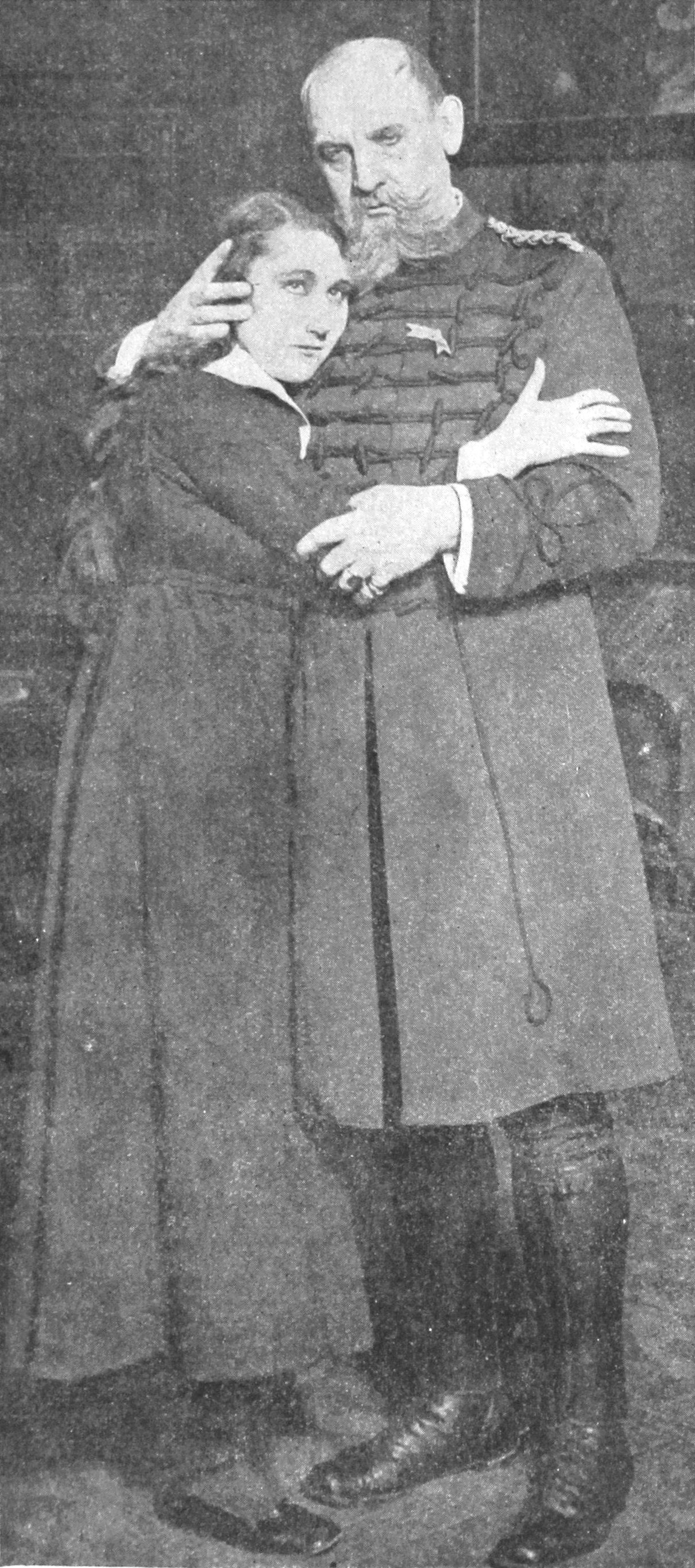
Thilda Fønss med Peter Fjelstrup i August Strindbergs Fadren på Betty Nansen-Teatret, 1918.

Thilda Elisabeth Lilja Fønss, född Johnsson den 7 oktober 1888 i Köpenhamn, död 1 oktober 1952, var en dansk skådespelare.
Hon debuterade 1906 på Dagmarteatret, och turnerade därefter i fem år i landsorten, varpå hon anställdes vid Det Ny Teater. Efter att ha genomgått Det Kongelige Teaters elevskola kom hon till Betty Nansen Teatret. Hon medverkade även i ett tiotal danska stumfilmer.
Fønss var gift två gånger, första gången med skådespelaren Olaf Fønss och andra gången med disponent Poul Rosenvinge Thürmer.